# Wildes Mannle
Wildes Mannle är en bergstopp i Österrike. Den ligger i distriktet Imst och förbundslandet Tyrolen, i den västra delen av landet. Toppen på Wildes Mannle är 3 023 meter över havet.
Den högsta punkten i närheten är Wildspitze, 3 774 meter över havet, 2,5 km nordväst om Wildes Mannle. Närmaste samhälle är Vent (del av Sölden) sydost om Wildes Mannle. 
Trakten runt Wildes Mannle består i huvudsak av alpin tundra och kala bergstoppar.